# دیمر

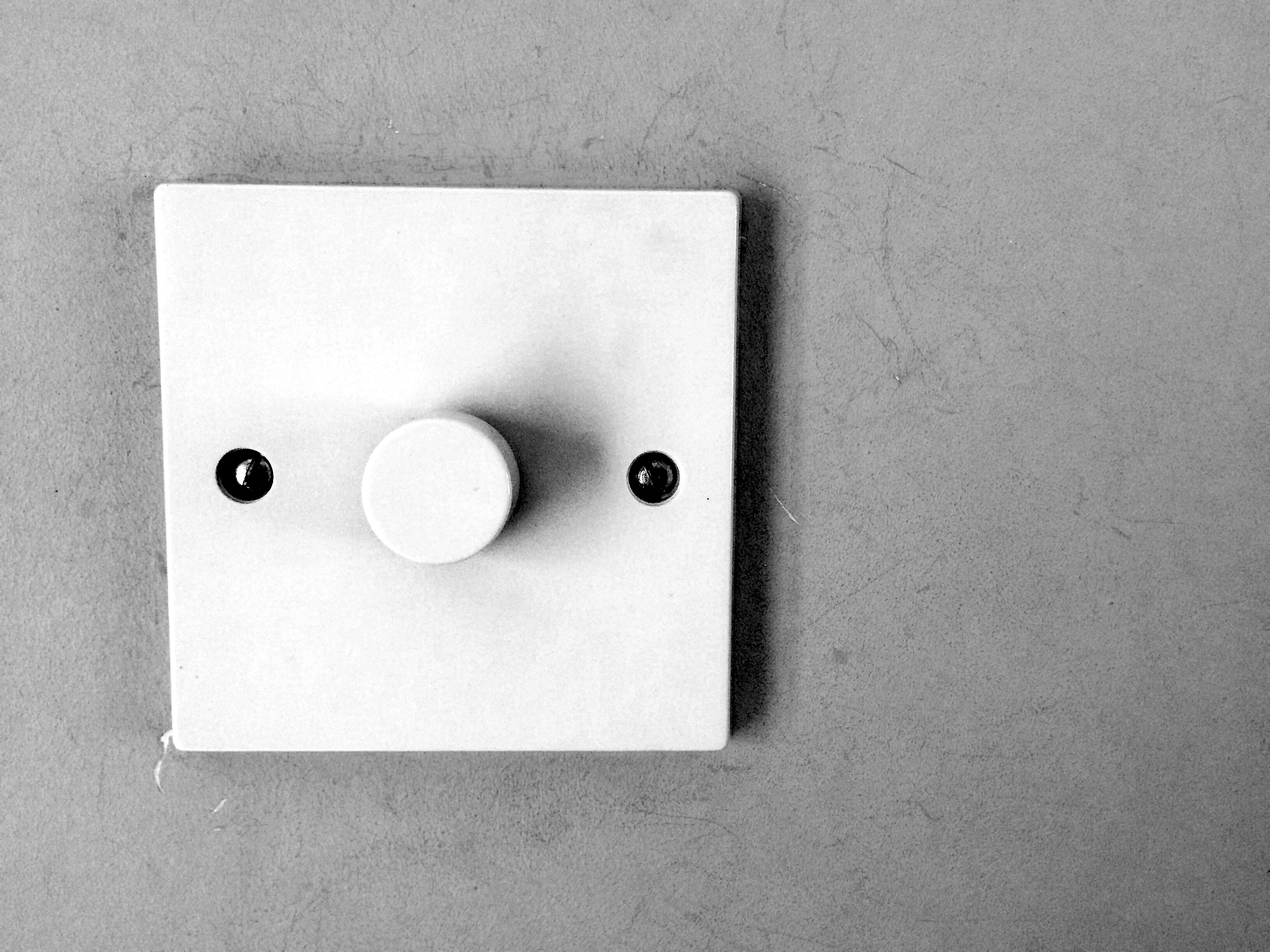
دیمِر

دیمِر (به انگلیسی: Dimmer)، یک مدار الکترونیکی است که روشنایی یک لامپ را تغییر می‌دهد. بنابراین با دیمر می‌توان روشنایی یک لامپ را کنترل کرد و به دلخواه تغییر داد. البته از دیمر نمی‌توان برای لامپ مهتابی استفاده کرد.
این وسیله با دریافت ولتاژ منبع، می‌تواند ولتاژی نزدیک صفر ولت تا ولتاژ منبع را به عنوان خروجی فراهم کند. دیمر بر حسب کاربرد انواع گوناگونی دارد.